# Háje nad Jizerou
Pour les articles homonymes, voir Háje.
Háje nad Jizerou (en allemand : Haje) est une commune du district de Semily, dans la région de Liberec, en Tchéquie. Sa population s'élevait à 680 habitants en 2021.

## Géographie
Háje nad Jizerou est arrosée par la Jizera et se trouve à 7 km à l'est de Semily, à 31 km au sud-est de Liberec et à 92 km au nord-est de Prague.
La commune est limitée par Paseky nad Jizerou et Roprachtice au nord, par Víchová nad Jizerou et Peřimov à l'est, par Košťálov au sud, par Bystrá nad Jizerou au sud-ouest, par Benešov u Semil à l'ouest et par Příkrý au nord-ouest.

## Histoire
La première mention écrite de la localité date de 1636.

## Administration
La commune se compose de quatre sections :
- Háje nad Jizerou ;
- Dolní Sytová ;
- Loukov ;
- Rybnice.

## Galerie

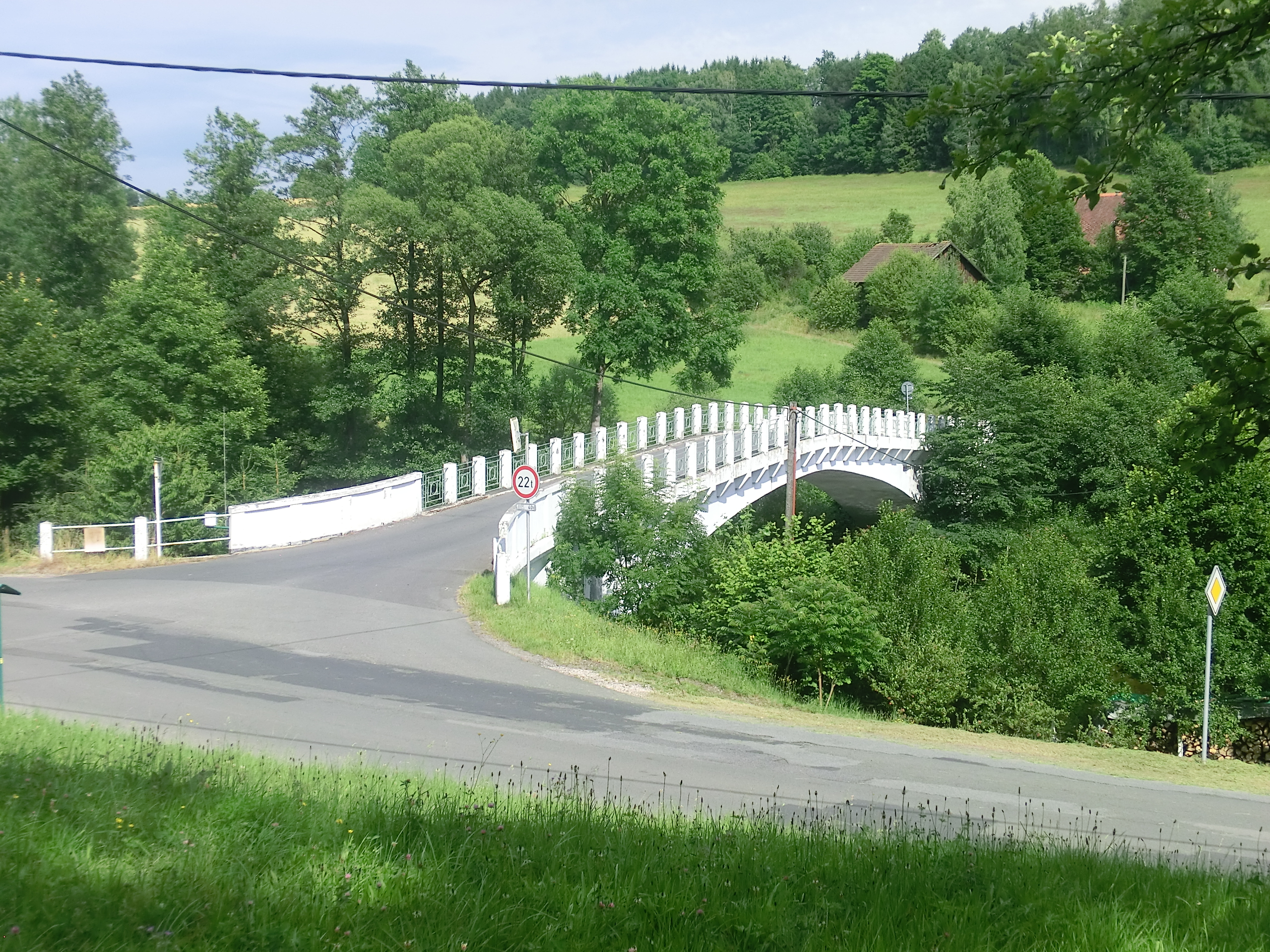
Pont Peřimovský (1912).
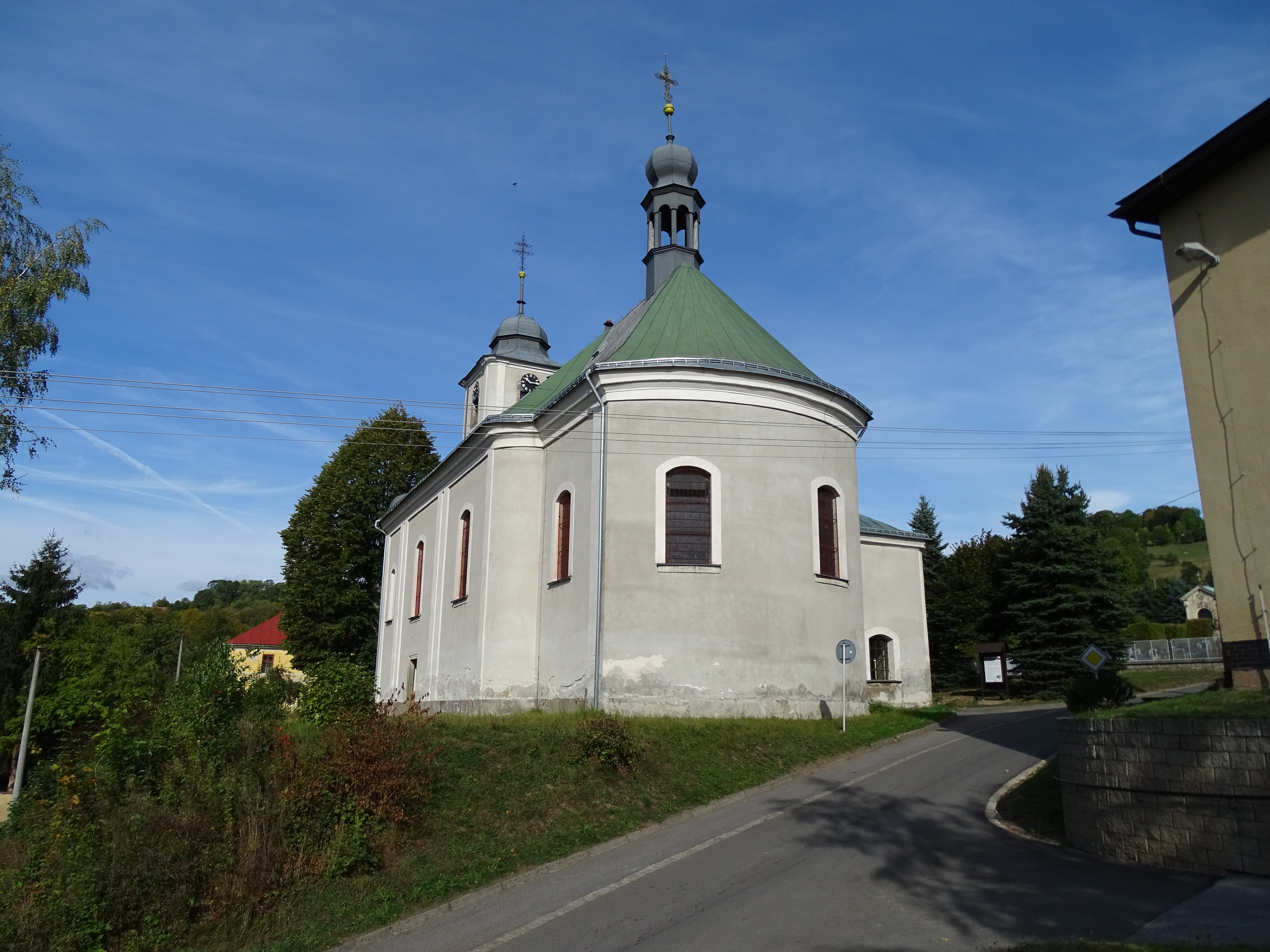
Église Saint-Stanislas à Loukov.

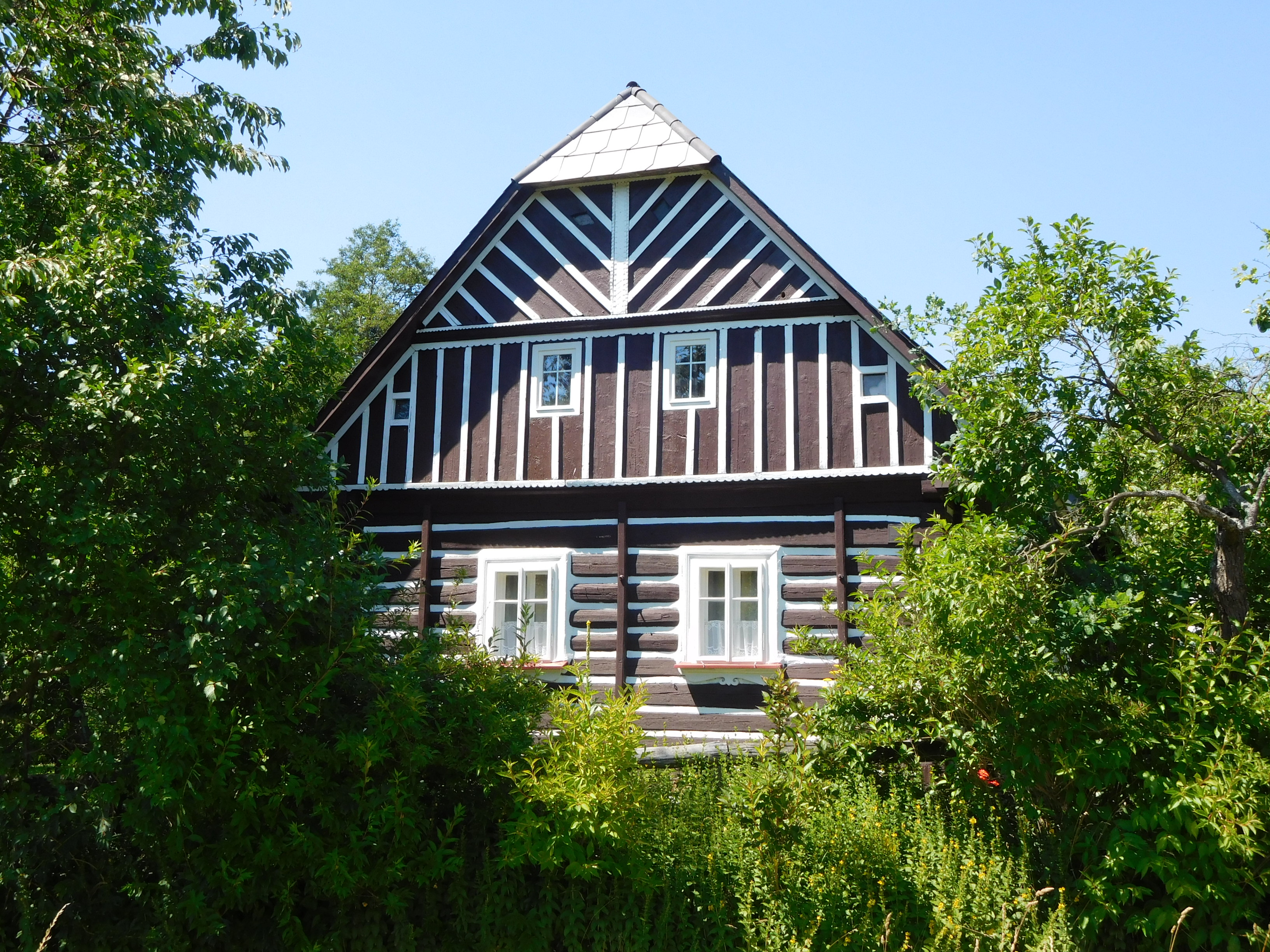
Maison à Dolni Sytova .
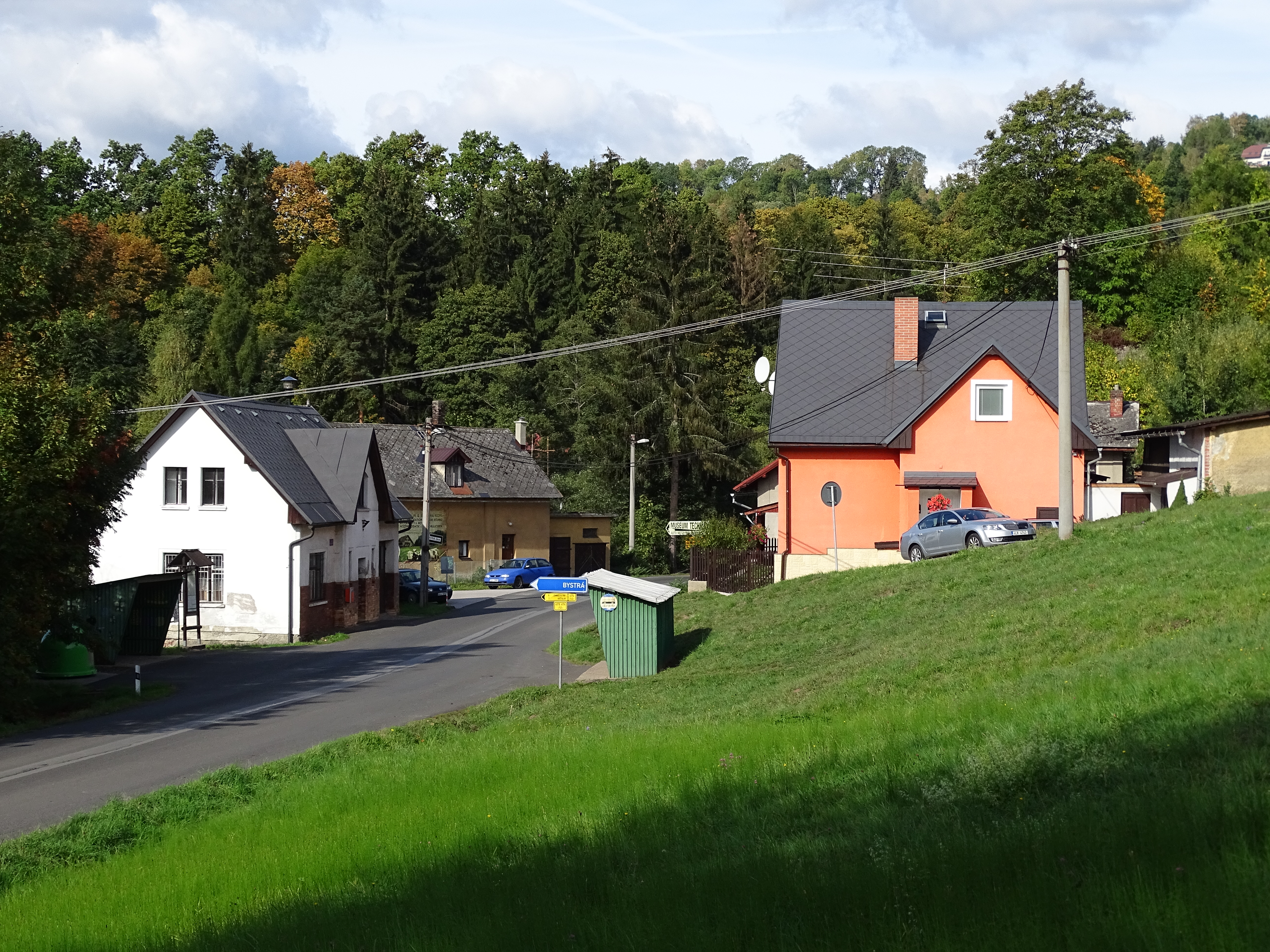
Hameau de Loukov.

## Transports
Par la route, Chuchelna se trouve à 10 km de Semily, à 49 km de Liberec et à 124 km de Prague.